# Llei trans (Espanya)
La Llei per a la igualtat real i efectiva de les persones trans i per a la garantia dels drets LGTBI, més coneguda com a Llei trans, és una llei espanyola aprovada el 16 de febrer de 2023. La llei va permetre l'autodeterminació del gènere a partir dels 16 anys, i va prohibir les teràpies de conversió en tot el territori espanyol. La llei especifica, a més, en el seu article 46, la impossibilitat d'eludir el règim jurídic previ al canvi de sexe registral (per exemple, no és possible evadir una condemna per violència de gènere mitjançant un canvi de sexe legal en el registre).
Va ser aprovada al Congrés dels Diputats amb 191 vots a favor, 60 en contra i 91 abstencions, després d'un prolongat debat de més de mig any en què grups conservadors, sectors del feminisme transexcloent i part de la cúpula del PSOE —oposats al principi d'autodeterminació— es van enfrontar a forces progressistes i pro-LGBTI. Impulsada pel Ministeri d'Igualtat del segon Govern de Pedro Sánchez a través de la seva representant, Irene Montero, la llei va generar un conflicte intern entre les forces del govern de coalició PSOE-Unides Podem, que va culminar amb la sortida del govern de la seva principal opositora, la vicepresidenta socialista Carmen Calvo, així com la dimissió d'una de les representants transgènere més antigues al PSOE, Carla Antonelli.
El rei Felip VI va sancionar i va promulgar la llei el 28 de febrer de 2023, sent publicada en el Butlletí Oficial de l'Estat l'1 de març de 2023, i la seva entrada en vigor es va fer efectiva a partir de l'endemà.

## Antecedents

Estats europeus que permeten l'autodeterminació de gènere.

Des de 2009, diverses comunitats autònomes han aprovat lleis que regulen i protegeixen els drets de les persones LGBT, encara que només vuit reconeixen l'autodeterminació del gènere en la seva legislació regional. Des del 2014, la Llei 2/2014 d'Andalusia reconeix i garanteix en el seu article primer «el dret a l'autodeterminació de gènere de les persones que manifestin una identitat de gènere diferent a l'assignada en néixer». Les següents comunitats que van aprovar lleis que reconeixien aquest dret van ser Extremadura el 2015, la Comunitat de Madrid, les Illes Balears i la Regió de Múrcia, totes el 2016, i Aragó el 2018. El 2017 la Comunitat Valenciana va aprovar una llei trans comunitària en què es protegia específicament aquest col·lectiu; a l'any següent, el 2018, les Corts Valencianes van aprovar una llei que establia el dret a «una autodefinición respecte a la seva sexualitat, incloent cos, sexe, gènere, orientació sexual, identitat de gènere i expressió de gènere». També el parlament navarrès va aprovar el 2017 la «Llei per a la igualtat de les persones LGTBI+» que reconeix l'autodeterminació de gènere.
Per seva banda, a nivell espanyol la «Llei orgànica 3/2007, de 22 de març, per a la igualtat efectiva de dones i homes», fa referència al canvi de sexe de les persones transsexuals, però no contempla ni legisla aquesta possibilitat per a menors o persones migrants. Així mateix, encara que sense rang de llei, la «Instrucció de 23 d'octubre de 2018, de la Direcció General dels Registres i del Notariat, sobre canvi de nom en el Registre Civil de persones transsexuals» recomana als registres civils facilitar el canvi de nom a menors trans.
En un informe del 12 de desembre de 2012, el Parlament Europeu convidava als països de la Unió Europea a modificar les seves lleis amb l'objectiu d'evitar la discriminació de les persones trans. Seguint aquesta línia, Dinamarca va esdevenir el 2014 el primer país a aprovar legislació en aquest sentit. A Espanya, a nivell autonòmic, es va aprovar aquell mateix any una llei al Parlament Andalús —promoguda per l'associació andalusa LLIGA-Sylvia Rivera— que garantia el dret a l'autodeterminació del gènere i que va ser celebrada pel col·lectiu trans com un pas favorable cap a «despatologitzar la transsexualitat». L'any 2015 i més tard a través del dictamen Una Unió de la igualtat: Estratègia per a la Igualtat de les Persones LGBTIQ 2020-2025, la Unió Europea recordava que aspectes com el canvi de sexe registral havien de permetre's a qualsevol edat sense exigir peritatge mèdic o judicial. Al llarg dels anys posteriors, fins a l'aprovació de la Llei trans el 2023, 15 comunitats autònomes d'Espanya van aprovar lleis que permetien l'autodeterminació de gènere.
A nivell estatal, el 23 de febrer de 2018 es va registrar al Congrés dels Diputats per part del Grup Confederal Unides Podem-En Comú Podem-En Marea la proposició de llei sobre la protecció jurídica de les persones trans i el dret a la lliure determinació de la identitat sexual i expressió de gènere que la Federació Plataforma Trans va impulsar al costat d'Unides Podem. La proposició de llei contemplava que els menors de 16 anys o més poguessin canviar en el registre civil el seu nom social i el seu sexe, que podria ser masculí, femení o no binari; així com accedir als tractaments hormonals sense permís dels seus pares i obtenir un defensor judicial en el cas que, no havent arribat a aquesta edat, no disposessin del consentiment dels representants legals. Tot això sense necessitat d'un informe mèdic o psicològic previ, o haver-se sotmès a procediments mèdics, quirúrgics o d'un altre tipus.

## Context i tramitació

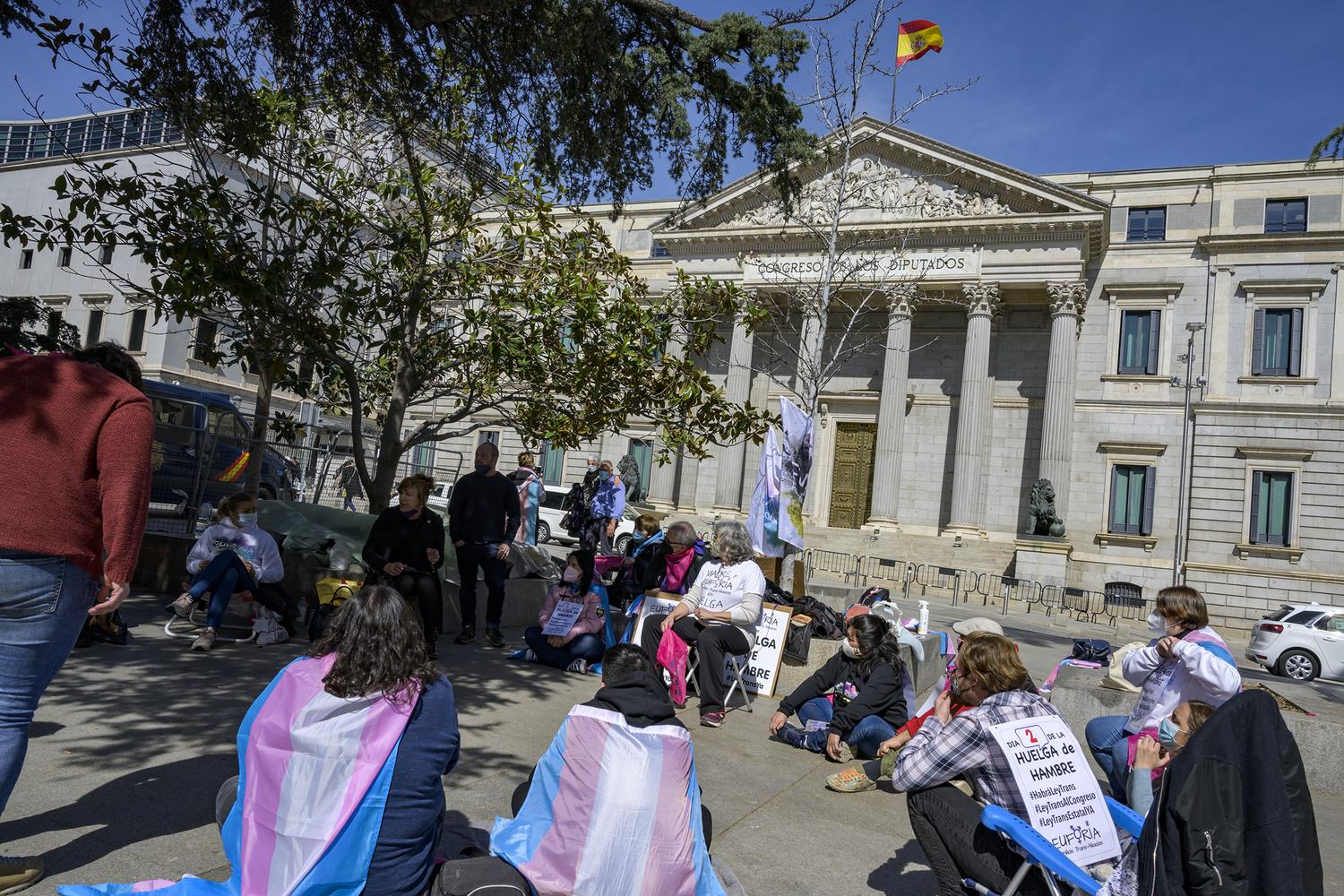
Setanta activistes trans i mares de menors trans, liderades per Mar Cambrollé, durant la vaga de fam davant del Congrés dels Diputats per demanar el desbloqueig de la Llei Trans.

El 2020, al començament de la XIV legislatura espanyola, conformada pels socis de govern d'Unides Podem i el Partit Socialista Obrer Espanyol, el Ministeri d'Igualtat, dirigit per Irene Montero, va manifestar la seva voluntat de crear una llei que permetés la «lliure autodeterminació de gènere», que s'havia establert com a condició per a la formació del pacte de coalició de govern el 2019. Això va generar una reacció negativa per part d'un sector del PSOE, que va culminar amb la publicació el 9 de juny de 2020 d'un comunicat de premsa signat per l'exvicepresidenta Carmen Calvo, l'ex Secretari d'Organització José Luis Ábalos i altres càrrecs del partit, en el qual s'afirmava que «el denominat 'dret a la lliure determinació de la identitat sexual' o 'dret a l'autodeterminació sexual' manca de racionalitat jurídica». Algunes figures del propi partit, no obstant això, van expressar públicament la seva desaprovació davant el comunicat. Carla Antonelli, llavors diputada del PSOE a l'Assemblea de Madrid, va afirmar que no se sentia representada per un document «embolicat amb seda no emanat de cap congrés». El conflicte, tant a nivell intern al PSOE com entre els dos partits del govern, va retardar la tramitació del text.
El 10 de març de 2021, Mar Cambrollé, presidenta de la Federació Plataforma Trans, juntament amb més de 70 activistes trans i mares de menors trans van iniciar una vaga de fam indefinida per a reclamar el desbloqueig a la tramitació del projecte de llei trans que el PSOE estava mantenint. L'acció va tenir repercussió tant a nivell espanyol com internacional. La ministra d'Igualtat va transmetre la seva solidaritat a les persones en vaga de fam; que també van rebre suport per part de la directora general de Diversitat Sexual i Drets LGTBI Boti García Rodrigo.Dos dies després que comencés, la vaga de fam va ser desconvocada davant el compromís dels Grups Parlamentaris d'Esquerra Republicana de Catalunya (ERC), Més País, Candidatura d'Unitat Popular (CUP) i Compromís de registrar una proposició de llei trans més àmplia per a eludir el bloqueig governamental si el Govern no arribava a un acord al consell de Ministres del 23 de març perquè es tramités com a avantprojecte de llei.
Finalment, el 17 de març, el govern va desestimar l'ultimàtum per part dels Grups Parlamentaris d'ERC, Més País/Equo, CUP i Compromís, i dels nous adherents, com ara Junts per Catalunya, el Partit Nacionalista Basc, Nova Canàries i Coalició Canària, per la qual cosa es va registrar la Proposició de Llei per a la igualtat real i efectiva de les persones trans, una llei trans més àmplia impulsada per la Federació Plataforma Trans. Unides Podem va donar suport a l'acció, però no es va unir a la signatura d'aquesta nova via legislativa, ja que va considerar que la via ministerial era més efectiva. El 18 de maig es va votar l'admissió a tràmit de la llei, sent rebutjada i decaient la seva tramitació pels vots en contra dels partits de dreta Vox i Partit Popular, i l'abstenció del PSOE. Aquesta decisió del partit socialista va provocar que la Federació Plataforma Trans exigís novament al PSOE el desbloqueig del procés legislatiu o que els seus membres s'abstinguessin «d'hissar la bandera LGBT» i que no participessin a l'Orgull de Madrid d'aquell any. Finalment, la pressió per part de l'activisme trans va aconseguir consolidar el compromís de Pedro Sánchez, que va apartar Carmen Calvo de les negociacions i va retornar la llei al camí de tramitació inicialment triat.
Després de mesos de negociacions, el 29 de juny de 2021, el Ministeri d'Igualtat va presentar al Consell de Ministres l'avantprojecte de Llei per a la igualtat real i efectiva de les persones trans i per a la garantia dels drets de les persones LGTBI. El document incloïa la lliure autodeterminació del gènere per a majors de 16 anys, i preveia l'eliminació de la necessitat de presentar informes mèdics o anys de teràpia hormonal substitutòria, tràmits que eren necessaris per poder modificar el Document Nacional d'Identitat segons la legislació vigent en aquell moment. L'avantprojecte, a més, recollia en un sol document dues lleis que s'havien marcat com a projecte del Ministeri, una trans i una altra LGBT, per la qual cosa va quedar fora una de les demandes històriques del col·lectiu trans, aprovar una llei específica per a les persones trans.

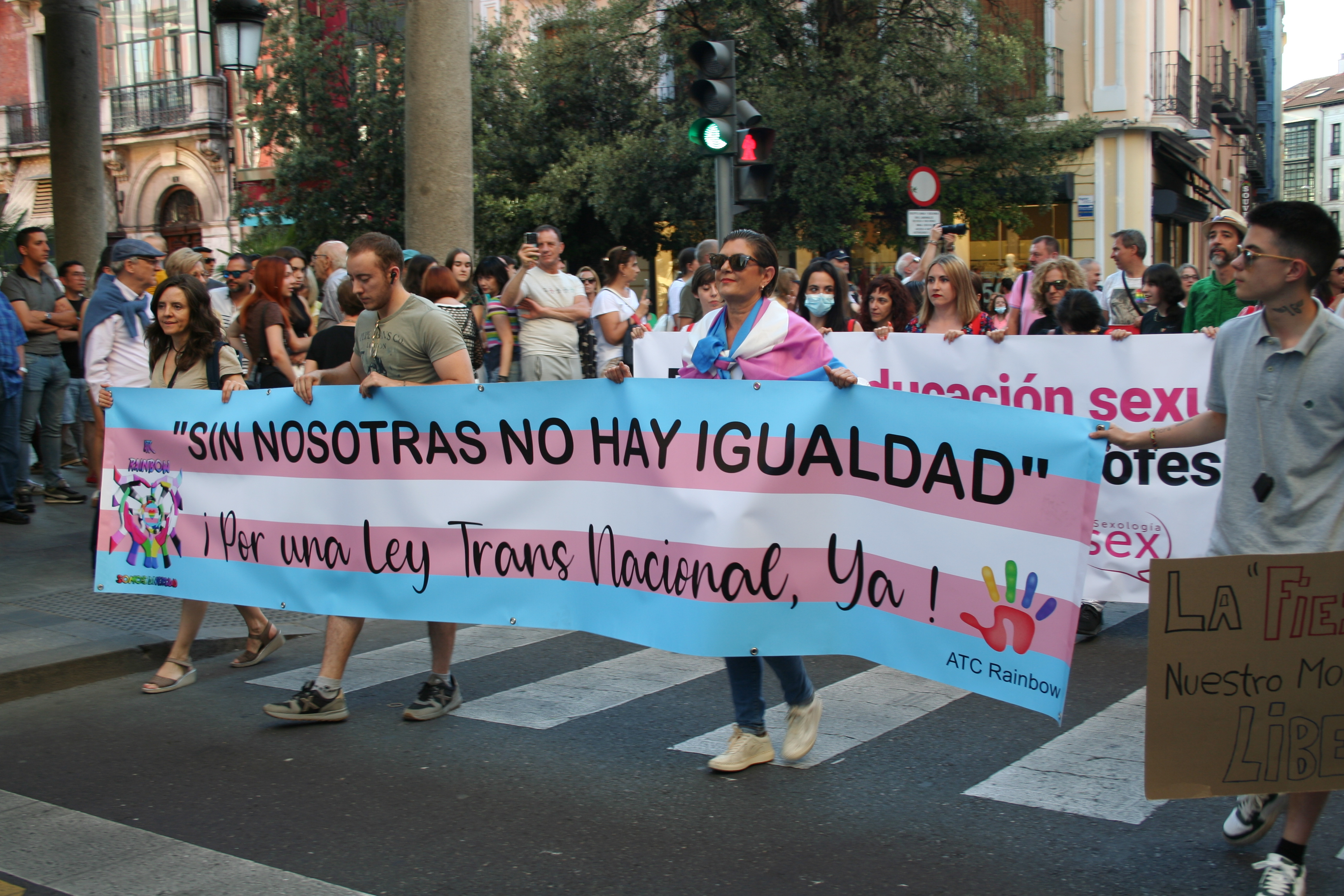
Pancarta demanant una llei trans estatal durant la marxa de l'orgull LGBT a Valladolid en 2022.

El 27 de juny de 2022, el document va tornar a ser tramitat pel Consell de Ministres, on va ser aprovat, passant a ser projecte de llei. La nova revisió no incloïa modificacions en l'apartat d'autodeterminació de gènere de l'avantprojecte original. El text permetria el canvi de sexe legal a partir dels 12 anys mitjançant autorització judicial, entre els 14 i 16 amb consentiment dels representants legals, i a partir dels 16 de manera lliure.
El 8 de setembre de 2022, es va anunciar que la Mesa del Congrés tramitaria el projecte per via urgent, a petició del Govern, reduint a la meitat els terminis marcats pel reglament del Congrés.

El 21 de setembre de 2022, els partits polítics Vox i Partit Popular van presentar esmenes a la totalitat sobre la Llei trans i la reforma del dret a l'avortament. En aquesta, el PP qualificava el document com a «ideologitzat, incorrecte des del punt de vista tècnic-jurídic i de qüestionable constitucionalitat», rebutjant aspectes com l'autodeterminació de gènere. El Ministeri d'Igualtat havia fixat com a data objectiu per a resoldre totes les esmenes el 19 d'octubre de 2022. No obstant això, el dimarts 18 d'octubre, en la votació al Congrés, el PSOE va votar al costat de PP i Vox ampliar el termini d'esmenes. En conseqüència, la diputada madrilenya i activista trans, Carla Antonelli, es va donar de baixa d'afiliada del partit el mateix dia. El 25 del mateix mes, el PSOE tornava a demanar una ampliació del termini d'esmenes, que va justificar per raons de «seguretat jurídica», i va anunciar que no tindria la intenció de qüestionar aspectes centrals del text com l'autodeterminació de gènere. Tres dies més tard, el partit presentava una esmena que proposava una modificació de la llei per la qual els menors entre 14 i 16 anys haurien d'obtenir l'autorització d'un jutge per a procedir a la modificació del sexe legal, un aspecte que ja es trobava concebut en el text per a menors entre 12 i 14 anys, limitant així la lliure autodeterminació de gènere a majors de 16 anys. A més, proposava la necessitat de presentar una autorització judicial per al procés de reversibilitat del canvi legal. Una altra de les esmenes —presentada en conjunt pels partits Unides Podem, ERC, EH Bildu, PNB, Més País, Coalició Canària, PdCat, BNG, Junts i Compromis— incloïa el reconeixement legal de les persones no binàries a través de l'omissió de la menció del sexe en els seus documents legals, així com l'obligació de respectar el gènere amb el qual s'identifica el menor en centres educatius. Mes País i Equo, per la seva banda, van presentar una esmena que implicava la tipificació de la realització de teràpies de conversió com a delicte del Codi Penal.

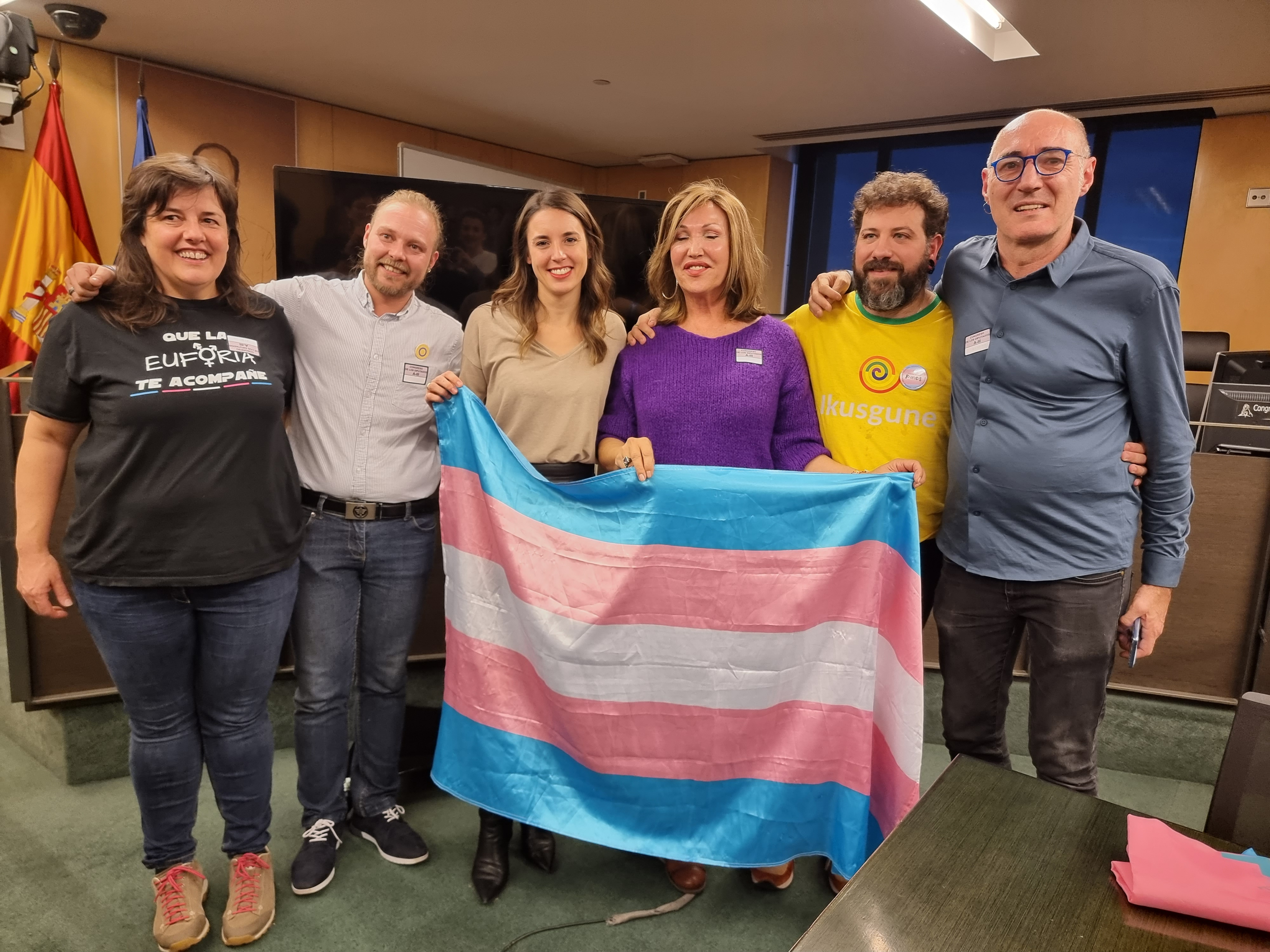
La ministra d'Igualtat Irene Montero al costat d'activistes pels drets trans després de l'aprovació del projecte de llei al Congrés.

No obstant això, el 28 de novembre, la ministra d'igualtat va afirmar en unes declaracions a Radiotelevisió Espanyola que el PSOE «no [volia] un acord per a la llei trans» i que havia portat la norma a «una tramitació molt difícil». El PSOE va justificar aquesta posició afirmant que buscava «seguretat jurídica». I, encara que totes dues organitzacions confiaven que la norma estaria aprovada a finals d'any, el 30 de novembre van anunciar que continuarien dues setmanes més amb les negociacions, sense que variés la posició de cap partit. A conseqüència d'això, diverses organitzacions LGBT van convocar manifestacions per al 10 de desembre en suport a la llei i contra el que van qualificar com a «bloqueig» del PSOE. Malgrat tot, dos dies més tard, el 12 de desembre, l'esmena del PSOE va ser rebutjada en la comissió d'Igualtat amb 13 vots a favor i 23 en contra, per la qual cosa el text mantindria l'autodeterminació de gènere sense necessitat de l'autorització judicial jutge a partir dels 14 anys. Després d'això, representants del PSOE van afirmar que des del partit no intentarien tornar a modificar aquest aspecte de la llei. Així mateix, les esmenes que permetrien el registre legal de les persones no-binàries i la tipificació de la realització de teràpies de conversió com a delicte en el codi penal, van ser rebutjades pels vots contraris del PSOE, PP i Vox.

#### Aprovació del projecte de llei
L'endemà del debat del 21 de desembre de 2022, el projecte de llei va rebre la seva primera aprovació al Congrés dels Diputats amb 188 vots a favor, 150 en contra i set abstencions, entre les quals es trobava el vot de Carmen Calvo com a únic membre del PSOE en prendre aquesta posició. Després de la votació, representants del col·lectiu LGTBI, que es trobaven en la tribuna de convidats de l'hemicicle en el moment de la votació, van mostrar la seva aprovació aplaudint.
| Grup parlamentari | Grup parlamentari                                       | A favor | En contra | Abstenció | No voten | Total |
| ----------------- | ------------------------------------------------------- | ------- | --------- | --------- | -------- | ----- |
|                   | Socialista                                              | 118     |           | 1         | 1        | 120   |
|                   | Popular                                                 |         | 86        | 1         | 1        | 88    |
|                   | Vox                                                     |         | 52        |           |          | 52    |
|                   | Confederal d'Unides Podem-En Comú Podem-Galicia en Comú | 32      |           |           | 1        | 33    |
|                   | Republicà                                               | 13      |           |           |          | 13    |
|                   | Plural                                                  | 8       |           | 3         | 1        | 12    |
|                   | Ciutadans                                               |         | 8         | 1         |          | 9     |
|                   | Basc (EAJ-PNVB)                                         | 6       |           |           |          | 6     |
|                   | Euskal Herria Bildu                                     | 5       |           |           |          | 5     |
|                   | Mixt                                                    | 6       | 4         | 1         |          | 11    |
| Total             | Total                                                   | 188     | 150       | 7         | 4        | 349   |
| Ref.              |                                                         |         |           |           |          |       |

#### Aprovació al Senat
Després de la seva primera aprovació al Congrés dels Diputats, la llei va passar a ser debatuda a la Cambra Alta a partir del 20 de gener de 2023. Aleshores, el PSOE va reafirmar la seva intenció de no presentar esmenes a la llei durant la tramitació.
El Partit Popular, per la seva banda, va presentar un total de 86 esmenes, proposant la supressió de l'autodeterminació de gènere o la possibilitat del canvi registral de nom, així com la modificació de la definició de les «teràpies de conversió» —prohibides segons el text de la llei— de manera que s'exclogués «l'assessorament mèdic o psicològic que realitzin els menors o els seus representants legals per a rebre el suport professional sobre la possible disfòria de gènere».
ERC, d'altra banda, va presentar un total de 102, buscant ampliar proteccions per a persones asexuals i no binàries. Entre les seves esmenes, també s'incloïa la d'introduir l'obligació de realitzar el que el partit va descriure com a «plans d'Igualtat LGTBIA+» en empreses superiors a 50 treballadors. Altres formacions polítiques com el PNB, Ciutadans i Geroa Bai també van presentar esmenes a la llei. El termini de presentació d'esmenes va acabar el 26 de gener de 2023.
La llei es va aprovar en aquesta cambra el 9 de febrer de 2023 amb 144 vots a favor, 108 en contra, i dues abstencions.

#### Aprovació final al Congrés
La llei va passar la seva última fase després de la votació al Congrés el 16 de febrer de 2023, data en la qual es va aprovar de manera definitiva amb 191 vots a favor, 60 en contra i 91 abstencions.
| Grup Parlamentari | Grup Parlamentari                                       | A favor | En contra | Abstenció | No vota | Total |
| ----------------- | ------------------------------------------------------- | ------- | --------- | --------- | ------- | ----- |
|                   | Socialista                                              | 116     |           | 1         | 2       | 119   |
|                   | Popular                                                 |         |           | 88        |         | 88    |
|                   | Vox                                                     |         | 52        |           |         | 52    |
|                   | Confederal d'Unides Podem-En Comú Podem-Galicia en Comú | 32      |           |           | 1       | 33    |
|                   | Republicà                                               | 12      |           |           | 1       | 13    |
|                   | Plural                                                  | 11      |           | 3         | 1       | 12    |
|                   | Ciutadans                                               | 9       |           |           |         | 9     |
|                   | Basc (EAJ-PNB)                                          | 6       |           |           |         | 6     |
|                   | Euskal Herria Bildu                                     |         | 5         |           |         | 5     |
|                   | Mixt                                                    | 5       | 3         | 2         | 1       | 11    |
| Total             | Total                                                   | 191     | 60        | 91        | 6       | 348   |
| Ref.              |                                                         |         |           |           |         |       |

Durant la seva intervenció en el debat, la ministra d'Igualtat es va dirigir a membres de les associacions a favor dels drets de les persones trans, demanant-los «perdó» per «no haver evitat» que, durant la tramitació del text, se suscitessin «discursos d'odi».
La llei va ser publicada al Butlletí Oficial de l'Estat l'1 de març de 2023 i l'endemà, 2 de març, va entrar en vigor.

## Contingut
La Llei trans modifica múltiples aspectes de la legislació espanyola que afecten diversos processos legals que concerneixen les persones LGBT al territori espanyol.
El text va habilitar l'autodeterminació del gènere a Espanya, la qual cosa va permetre la modificació del sexe legal en el registre civil sense necessitat de presentar un informe mèdic o sotmetre's a un tractament previ, desvinculant el procés de l'àmbit de la patologia i la malaltia. Aquest principi, s'aplica a través d'una sol·licitud personal de «manifestació de disconformitat amb el sexe inscrit», que depèn segons el tram d'edat: les persones de 16 anys poden realitzar el procés sense condicions, entre 14 i 16 anys cal el consentiment dels representants legals, i entre 12 i 14 anys és necessari un aval judicial. Per a menors de 12 anys, la llei admet «que hi ha nens més petits que senten amb claredat una identitat sexual pròpia diferent de l'assignada en el moment del naixement i la demora en l'adopció de mesures en aquests casos pot tenir un efecte perjudicial en el seu desenvolupament personal», cosa que proporciona una ambigüitat jurídica. La voluntat de canvi comporta el requisit de realitzar una confirmació posterior en un termini de fins a quatre mesos després de la seva primera expressió de voluntat, i es duu a terme a través d'un formulari en el qual es descriu la «disconformitat amb el sexe esmentat en la seva inscripció de naixement», juntament amb el qual la persona ha de rebre informació sobre les conseqüències jurídiques del canvi per part d'un funcionari de l'estat. Aquest tindrà com a labor comprovar la documentació i dictar una resolució en el termini màxim d'un mes a comptar des de la data de la segona declaració. Per als casos entre 14 i 16 anys en què existeixi desacord entre els representants legals, la llei proveeix el nomenament d'un defensor judicial. La llei també proporciona la possibilitat de canviar de nom en realitzar la modificació del sexe legal. El text també permet a les persones trans migrants amb residència legal a Espanya realitzar la sol·licitud si existeix la impossibilitat de fer-ho al seu país d'origen.
El 3 de juny de 2023 es va publicar en el BOE una instrucció que especificava els passos a seguir pels registres civils davant una sol·licitud de canvi del sexe legal. Aquesta descrivia que la mateixa pot realitzar-se en «qualsevol oficina del registre civil», i que ha de ser tramitada per la persona encarregada del registre. A més, descriu que cal aportar el certificat de naixement i DNI, l'obligació que el sol·licitant sigui acompanyat en els tràmits pels representants legals en casos de menors de 16 anys, així com la inclusió d'una resolució judicial que autoritzi el procés en menors de 14. La instrucció també especifica que el funcionari ha d'informar la persona de les conseqüències jurídiques del procediment, i que la sol·licitud ha de ratificar-se en dues ocasions amb tres mesos de separació.
La llei fa esment explícit en l'article 46 a la impossibilitat d'eludir el règim jurídic aplicable al subjecte previ a la modificació registral del sexe, descrivint que aquells delictes realitzats prèviament a aquesta modificació tindran caràcter legal i aplicació posterior:
| « | La rectificació de la menció registral relativa al sexo i, en el seu cas, el canvi de nom, no alteraran el règim jurídic que, amb anterioritat a la inscripció del canvi registral, fos aplicable a la persona als efectes de la Llei Orgànica 1/2004, de 28 de desembre, de mesures de Protecció Integral contra la Violència de Gènere. | » |
| — Llei per a la igualtat real i efectiva de les persones trans i per a la garantia dels drets de les persones LGTBI, article 46 | |   |

La llei també prohibeix les teràpies de conversió, per ser considerades mancades de qualsevol base científica. El text les defineix com a «mètodes, programes i teràpies d'aversió, conversió o contracondicionamient, de qualsevol forma, destinats a modificar l'orientació o identitat sexual o l'expressió de gènere de les persones, fins i tot si compten amb el consentiment de la persona interessada o del seu representant legal». Les multes previstes per a qui realitzi aquest tipus de teràpies transgredint la llei es troben entre els 10.000 i els 150.000 euros.
També es prohibeix en el text la realització de les cirurgies descrites com «de normalització intersexual» a menors de 12 anys, excepte en aquells casos que «exigeixin el contrari a fi de protegir la seva salut». Així mateix, permet que la menció de sexe de la seva documentació oficial romangui en blanc, així mateix, en nounats que la presentin, es permet als representants legals fer que la menció de sexe legal del bebè romangui en blanc durant un any.
A més, introdueix una sèrie de mesures amb l'objectiu d'aturar la discriminació cap a persones del col·lectiu a les escoles. Entre elles, estableix que els menors trans hauran de ser tractats «conforme a la seva identitat» en l'àmbit educatiu, i proveeix mesures contra l'assetjament d'aquest tipus.
El text defineix altres aspectes com la no necessitat del matrimoni legal per a parelles de dones que desitgen filiar la seva descendència, certs protocols als quals es poden acollir persones trans i intersexuals en l'àmbit de la salut, l'obligació d'impulsar plans d'igualtat per a empreses amb una plantilla superior als 50 treballadors o el foment d'enquestes i estudis en relació amb la població LGBT.

## Reaccions

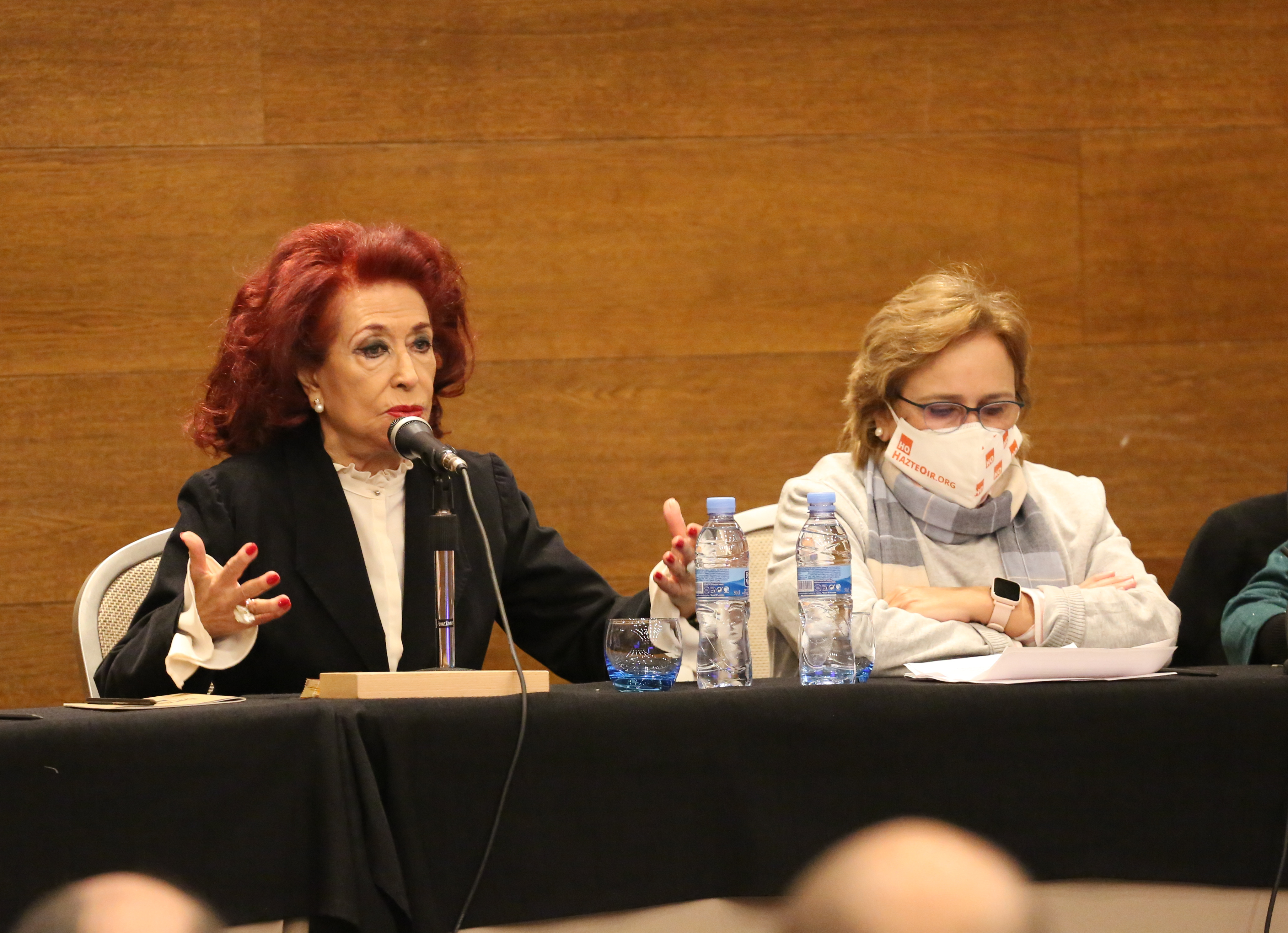
Representants del Partit Feminista d'Espanya i de Hazte Oír en una taula de debat en contra de la Llei trans el 22 de març de 2021.

A finals d'agost de 2022, entre les reaccions dels partits de l'oposició, el líder del Partit Popular, Alberto Núñez Feijóo va afirmar que —de guanyar les pròximes eleccions— derogaria la llei trans, entre d'altres, i la va qualificar de «artefacte de propaganda». Aquesta posició va ser reafirmada el desembre de 2022. Després de la seva aprovació, el partit va declarar que no la recorreria al Tribunal Constitucional, però va prometre, novament, la seva futura derogació.
Algunes associacions feministes, representades a través de figures mediàtiques com Lucía Etxebarría o Ángeles Álvarez i englobades dins del feminisme transexloent, es van oposar a la llei. Dins del PSOE, una de les principals opositores —també adherida a aquest corrent— va ser la exvicepresidenta Carmen Calvo, que va criticar la forma en la qual aquesta abordava el tema de la identitat de gènere. Alguns mitjans van relacionar la seva substitució i sortida del govern al juny de 2021 amb el seu ferm antagonisme a la reforma en els mesos anteriors i la divisió que això va poder provocar entre els sectors feministes del seu partit. Després de la seva sortida de l'executiu, Calvo va continuar criticant el document. El dia 23 de març de 2021, el Partit Feminista d'Espanya, que el 4 de desembre de 2019 va emetre un comunicat assenyalant un desacord rotund amb lleis a favor del col·lectiu trans, subscrivint-se així a la línia trans-excloent, va organitzar una taula de debat contra la llei trans juntament amb les organitzacions ultraconservadores Vox i Fes-te Sentir, la qual cosa va suscitar crítiques per part de sectors del feminisme trans-incloent i la ruptura del partit Alternativa Republicana amb la formació.
Després de la primera votació al Congrés que va convertir el projecte en llei, les associacions Federació Estatal de Lesbianes, Gais, Trans, Bisexuals, Intersexuals i més (FELGTBI+); Chrysallis, Associació de Famílies d'Infància i Joventut Trans i Fundación Triángulo van presentar un comunicat en conjunt en el qual afirmaven que «[la] legislació torna a col·locar a Espanya entre els països al capdavant dels drets LGTBI+», encara que recordaven que alguns drets del col·lectiu havien quedat fora de la norma. L'associació Federació Plataforma Trans, per la seva banda, a través de la seva presidenta Mar Cambrollé, va declarar l'octubre de 2022 que es mostrava «optimista», considerant que a la llei «no hi ha cabuda a cap mena de postura dubitativa». La no inclusió de mesures específiques per a les persones no-binàries, com una tercera casella en els documents oficials, va motivar comentaris crítics de la presidenta de la FELGTBI+, Uge Sangil, i l'associació No Binaries. L'índex anual Rainbow Europe de 2023 va situar Espanya en el lloc número 4, un avenç des del lloc 10 de l'any anterior, per haver introduït «una llei integral que regula el reconeixement legal del gènere basat en l'autodeterminació, [prohibeix] les mutilacions genitals en menors intersexuals, les anomenades teràpies de reconversió i la discriminació basada en l'orientació sexual, la identitat de gènere i les característiques sexuals».

## Opinió pública
El 2019 es va realitzar el Baròmetre Especial 493 de la Unió Europea, una enquesta que buscava sondejar les opinions dels ciutadans de la Unió Europea en àrees en les quals hi ha discriminació. Una de les preguntes realitzades era la de «creu vostè que les persones transgènere haurien de poder canviar els seus documents d'identitat per a reflectir la seva identitat interior?». En el cas d'Espanya, un 83 % de les persones enquestades va respondre positivament —la xifra més alta de la Unió Europea—, mentre que un 8 % va respondre «no».
El juliol de 2021 El Periódico va publicar un sondeig del Gabinet d'Estudis Socials i Opinió Pública (GESOP) en què el 87,3 % de les persones enquestades aprovaven l'avantprojecte de llei, mentre que el 8,5 % es mostraven disconformes.
En una altra enquesta de Sigma per a El Mundo publicada l'octubre de 2022, durant el procés de tramitació del text, el 65,1 % de les persones enquestades va afirmar que considerava «important que [la Llei Trans] s'aprovi com més aviat millor», enfront d'un 24,2 % que considerava que no ho era; un 63,3 % secundava que «es pugui triar lliurement el gènere sense tenir en compte el sexe biològic de les persones», enfront d'un 26,7 % que es mostrava contrari; i un 53,5 % responia «no» davant la pregunta sobre si «l'autodeterminació de gènere suposa una amenaça per als drets adquirits per les dones», enfront d'un 32,7 % que opinava que sí.
El març de 2023, una vegada aprovada la llei, es van publicar els resultats d'una enquesta telefònica en la qual van participar 1.002 ciutadans del país. Segons aquesta, el 52,3 % es va mostrar «més aviat d'acord» amb el text, mentre que un 33,7 % estava «més aviat en desacord». El 14 % dels entrevistats no es va pronunciar sobre aquest tema. Quant a grups d'edat, els enquestats en la franja que abasta entre els 18 i els 29 anys es mostraven més d'acord (68,9 % enfront d'un 21,1 % en desacord) respecte a la resta de grups, sent els majors de 60 els que van expressar menor simpatia (43 % d'acord, 39,9 % en desacord). En la distribució per sexe, les dones expressaven un suport major al text (54,5 % d'acord, 30,7 % en desacord) que els homes (49,9 % d'acord, 36,8 % en desacord).